# Jaime Quiyuch
Jaime Quiyuch (ur. 24 kwietnia 1988) – gwatemalski lekkoatleta, chodziarz. Uczestnik Letnich Igrzysk Olimpijskich 2012.

## Osiągnięcia
| Rok  | Impreza                               | Miejsce        | Konkurencja               | Lokata      | Wynik   |
| ---- | ------------------------------------- | -------------- | ------------------------- | ----------- | ------- |
| 2011 | Igrzyska panamerykańskie              | Guadalajara    | chód na 50 km             | 3. miejsce  | 3:50:33 |
| 2012 | Igrzyska olimpijskie                  | Londyn         | chód na 50 km             | –           | DQ      |
| 2013 | Panamerykański puchar w chodzie       | Gwatemala      | chód na 20 km             | 7. miejsce  | 1:27:49 |
| 2013 | Panamerykański puchar w chodzie       | Gwatemala      | chód na 20 km (drużynowo) | 2. miejsce  | 43 pkt. |
| 2013 | Mistrzostwa świata                    | Moskwa         | chód na 20 km             | 13. miejsce | 1:23:24 |
| 2014 | Igrzyska Ameryki Środkowej i Karaibów | Xalapa         | chód na 50 km             | 4. miejsce  | 3:55:42 |
| 2015 | Mistrzostwa świata                    | Pekin          | chód na 50 km             | 29. miejsce | 3:57:41 |
| 2016 | Igrzyska olimpijskie                  | Rio de Janeiro | chód na 50 km             | –           | DQ      |

## Rekordy życiowe
- Chód na 20 kilometrów – 1:22:25 (2013)
- Chód na 50 kilometrów – 3:50:33 (2011)